# BlueSky Software
Cet article possède un paronyme, voir Blue Sky.
Ne doit pas être confondu avec Blue Sky Studios ou Blue Sky Productions.
BlueSky Software est un ancien studio américain de développement de jeux vidéo. Fondée en 1988 en Californie, l'entreprise a prospéré pendant 12 ans avant sa fermeture en mars 2001, lorsque sa société mère Interplay fut en difficulté financière, C'est la société-mère de Interplay, soit l'éditeur de jeux vidéo français  Titus Interactive, qui avait fait l'acquisition de BlueSky Software en 1998,.

## Jeux développés
Cette liste présente les jeux développés ou édités par BlueSky Software, :

### 32X
- Spider-Man: Web of Fire (1996)
- World Series Baseball starring Deion Sanders (1995)

### Atari 7800
- Basketbrawl (1990)
- Klax (1992/2002)
- Mat Mania Challenge (1990)
- Mean 18 (1989)
- Motor Psycho (1990)
- Ninja Golf (1990)
- Scrapyard Dog (1990)
- Xenophobe (1989)

### Atari 8-bit
- Mat Mania Challenge (1989, version jamais sortie)
- Xenophobe (1989, version jamais sortie)
- Ninja Golf (1989, version jamais sortie)

### Amiga
- Hare Raising Havoc (Disney 1991)
- PGA Tour Golf (Electronic Arts)

### Applets Java
- Destroyer (2000)
- Flam (2000)
- Hole in one (2000)
- Power Grid (2000)
- Sky Battle (2000)

### Commodore 64
- Arachnophobia (1991)
- Avoid the Noid (1989)

### Game Gear
- Ariel the Little Mermaid (1992)
- Joe Montana Football (1991)
- NFL '95 (1995)

### Lynx
- Cyberball (1991)
- NFL Football (1992)
- Ninja Gaiden (1990)

### Master System
- Dick Tracy (1990)
- Joe Montana Football (1990)

### Mega Drive
- Ariel the Little Mermaid (1991)
- College Football's National Championship (1994)
- College Football's National Championship 2 (1995)
- Desert Demolition (1995)
- Joe Montana Football II: Sports Talk Football (1991)
- Jurassic Park (1993)
- Jurassic Park: Rampage Edition (1994)
- NFL Sports Talk Football '93 (1992)
- NFL Football '94 Starring Joe Montana (1993)
- Shadowrun (1994)
- Starflight (1991)
- Technoclash (Electronic Arts 1993)
- The Ren and Stimpy Show: Stimpy's Invention (Nickelodeon Games 1993)
- Vectorman (1995)
- Vectorman 2 (1996)
- World Series Baseball (1994)
- World Series Baseball '95 (1995)
- World Series Baseball '96 (1996)
- World Series Baseball '98 (1998)

### PC
- Arachnophobia (Disney 1991)
- ASSASSIN 2015 (Inscape 1996)
- Goosebumps: Attack of the Mutant (DreamWorks 1997)
- Hare Raising Havoc (Disney 1991)
- PC USA
- PC Globe
- Relativity (Segasoft 1998)
- Total Control Football (Philips Media 1996)

### PlayStation
- Evil Zone (portage en Europe et Amérique du Nord 1999)
- KazMania (Lightspan 1997)
- Superman (2000, jamais sorti)